# Dickinson County, Kansas
Dickinson County är ett administrativt område i delstaten Kansas, USA, med 19 754 invånare. Den administrativa huvudorten (county seat) är Abilene.

## Geografi
Enligt United States Census Bureau har countyt en total area på 2 207 km². 2 196 km² av den arean är land och 11 km² är vatten.

### Angränsande countyn
- Clay County - nord
- Geary County - öst
- Morris County - sydost
- Marion County - syd
- McPherson County - sydväst
- Saline County - väst
- Ottawa County - nordväst

## Städer och småorter

### Inkorporerade orter
Namn och befolkning (uppskattning 2004):
- Abilene, 6,397 (county seat)
- Herington, 2,469
- Chapman, 1,239
- Solomon, 1,051, of which a portion lies in Saline County
- Enterprise, 813
- Hope, 364
- Woodbine, 206
- Manchester, 102
- Carlton, 38

### Ej inkorporerade orter
- Buckeye
- Detroit
- Dillon
- Elmo
- Holland
- Industry
- Lyona
- Navarre
- Pearl
- Shady Brook
- Stoney
- Sutphen
- Talmage
- Upland